# C-Station
C-Station (シーステイション株式会社?, Shīsuteishon Kabushiki-gaisha) è uno studio di animazione giapponese fondato nell'agosto del 2009 come parte dello studio Bee Train Production. Nel 2012 lo studio si separa da Bee Train e diventa indipendente.

## Storia
Fondato nell'agosto 2009 come ramo dello studio Bee Train Production, C-Station, nasce inizialmente come divisione interna specializzata nella produzione di animazione. La società viene guidata da Ryōji Maru, già produttore di alcune serie animate per Bee Train.
Nel 2012, lo studio si rende indipendente, separandosi definitivamente da Bee Train. L'anno successivo, nel 2013, C-Station annuncia la sua prima produzione autonoma: la serie televisiva Seikoku no Dragonar, che segna il suo esordio come studio indipendente. Lo studio ha sede a Kokubunji, in Tokyo.

## Produzioni

### Serie TV

Logo dell'anime Laid-Back Camp.

| Titolo              | Anno di produzione | Episodi | Note e fonti  |
| ------------------- | ------------------ | ------- | ------------- |
| Seikoku no Dragonar | 2014               | 12      | [ 2 ]         |
| STARMYU             | 2015, 2017, 2019   | 36      | [ N 2 ] [ 2 ] |
| Hoshin Engi         | 2018               | 23      | [ 2 ]         |
| Laid-Back Camp      | 2018, 2021         | 25      | [ N 3 ] [ 2 ] |
| Heya Camp           | 2020               | 12      | [ 2 ]         |
| Opus Colors         | 2023               | 12      | [ 2 ]         |
| Kinoko Inu          | 2024               | 12      | [ 2 ]         |

### Film
| Titolo               | Data di pubblicazione | Note e fonti |
| -------------------- | --------------------- | ------------ |
| Laid-Back Camp Movie | luglio 2022           | [ 2 ]        |

### OAV ed ONA
| Titolo                                | Anno di produzione | Episodi | Note e fonti      |
| ------------------------------------- | ------------------ | ------- | ----------------- |
| Akame ga Kill! Theater                | 2014               | 24      | [ 3 ]             |
| STARMYU: OAV                          | 2016-2018          | 2       | [ 2 ]             |
| Laid-Back Camp OAV                    | 2018               | 3       | [ 4 ] [ 5 ] [ 6 ] |
| Laid-Back Camp (seconda stagione) OAV | 2021               | 2       | [ 7 ] [ 8 ]       |